# Popillia chalcocnemis
Popillia chalcocnemis är en skalbaggsart som beskrevs av Ohaus 1911. Popillia chalcocnemis ingår i släktet Popillia och familjen Rutelidae. Inga underarter finns listade i Catalogue of Life.